# Venio Losert
Venio Losert (ur. 25 lipca 1976 w Zavidovići) – chorwacki piłkarz ręczny pochodzący z Bośni, wielokrotny reprezentant Chorwacji, dwukrotny złoty medalista olimpijski: igrzysk olimpijskich w Atlancie i w Atenach. Gra na pozycji bramkarza. W 2009 roku wywalczył srebrny medal mistrzostw świata rozgrywanych w Chorwacji.
W sezonie 2012/13 miał występować w duńskim KIF Kolding, ale 30 października 2012 podpisał kontrakt z Vive Targami Kielce.
W 2012 r. został wybrany chorążym reprezentacji Chorwacji na igrzyska olimpijskie w Londynie.

## Sukcesy

### reprezentacyjne
Igrzyska Olimpijskie:
- 1996, 2004

Mistrzostwa Świata:
- 2003
- 1995, 2005, 2009

Mistrzostwa Europy:
- 2008
- 2012

### klubowe
Mistrzostwa Chorwacji:
- 1993, 1994, 1995, 1996, 1997, 1998, 1999

Puchar Chorwacji:
- 1993, 1994, 1995, 1996, 1997, 1998, 1999

Mistrzostwa Hiszpanii:
- 2005, 2006
- 2008, 2009

Puchar Króla:
- 2007, 2009

Superpuchar Hiszpanii:
- 2007, 2008, 2009

Mistrzostwa Polski:
- 2013

Puchar Polski:
- 2013

Liga Mistrzów:
- 2013